# Markab
Markab (Alfa Pegasi, α Peg) – gwiazda w gwiazdozbiorze Pegaza, oddalona od Słońca o około 133 lata świetlne.

## Nazwa
Tradycyjna nazwa gwiazdy, Markab, wywodzi się od arabskiego ‏منكب الفرس‎ Mankib al Faras, „ramię konia”. Wyrażenie to nie pasuje do położenia w figurze Pegaza, gdyż pierwotnie odnosiło się do innej gwiazdy – Beta Pegasi, ale przylgnęło do tej. Johann Bayer przypisał jej nazwę Yed Alpheras (od arab. ‏يد الفرس‎ Yad al Faras), co tłumaczy się jako „ręka konia”. Międzynarodowa Unia Astronomiczna w 2016 formalnie zatwierdziła użycie nazwy Markab dla określenia tej gwiazdy.

## Charakterystyka obserwacyjna
Alfa Pegasi leży w południowo-zachodnim rogu asteryzmu Wielkiego Kwadratu Pegaza. Jego obserwowana wielkość gwiazdowa to 2,49m, zaś wielkość absolutna jest równa −0,57m.

## Charakterystyka fizyczna
Markab jest olbrzymem o typie widmowym B9 III, jednak niektóre źródła podają, że to podolbrzym o typie widmowym A0 lub A1. Gwiazda ta ma temperaturę sięgającą 9765 K, jej jasność jest ok. 170 razy większa od słonecznej. Masa tej gwiazdy jest trochę ponad 3 razy większa od masy Słońca, promień zaś to ok. 4,7 promienia Słońca. Okres jej rotacji wokół własnej osi jest krótszy niż półtora dnia.